# Lola Montez (single)
Lola Montez is een single van de Deense band Volbeat. De single is afkomstig van hun vijfde studioalbum Outlaw Gentlemen & Shady Ladies en is door Republic Records uitgebracht in 2013. Het nummer, geschreven door zanger Michael Poulsen, beschrijft het leven van Lola Montez, een Ierse danseres en courtisane die de mannenharten op hol liet slaan en een relatie met koning Lodewijk I van Beieren heeft gehad.
Volbeat speelde het nummer voor het eerst live op het Duitse festival Rock am Ring in 2011. In Denemarken behaalde de single de gouden status.

## Hitnoteringen
| Land             | Hitlijst                   | Hoogste notering |
| ---------------- | -------------------------- | ---------------- |
| Nederland        | Single Top 100             | 84               |
| Verenigde Staten | Hot Mainstream Rock Tracks | 1                |

### NPO Radio 2 Top 2000
| Nummer met noteringen in de NPO Radio 2 Top 2000 | '15  | '16 | '17 | '18 | '19 | '20 | '21 | '22 | '23 | '24 |
| ------------------------------------------------ | ---- | --- | --- | --- | --- | --- | --- | --- | --- | --- |
| Lola Montez                                      | 1622 | 290 | 280 | 185 | 119 | 108 | 85  | 60  | 72  | 71  |

1. ↑  Een vetgedrukt getal geeft de hoogste notering aan.
2. ↑  2015 was het eerste jaar met een notering voor dit nummer.